# Вогт, Кари
Кари Вогт (норв. Kari Vogt; 3 апреля 1939, Осло — 19 сентября 2024, Осло) — норвежский историк религии. Она написала несколько книг и была членом правления Норвежской академии литературы и свободы слова, а также норвежского отделения Международного ПЕН-клуба. 

## Карьера
В 1965 году Вогт окончила факультет религиоведения Университета Осло, защитив диссертацию на тему «Urmenneskeskikkelsen i de manikeiske Thomas-salmene» (Первородная человеческая фигура в манихейских гимнах Фомы), а также училась в Париже. С 1967 года она работала в Университете Осло.
Среди её книг — «Дом Ислама» (1993 г.), «Пришёл, чтобы остаться» (1995 г.), «Путешествие по Ирану» (1997 г.) и «Ислам по-норвежски» (2000 г.). Она была членом правления Норвежской академии литературы и свободы слова и норвежского отделения Международного ПЕН-клуба.
В 1996 году она получила почётную награду Fritt Ord.

## Личная жизнь и смерть
Вогт родилась в Осло в семье врача Эрика Теодора Вогта и психолога Бодил Терезы Тандберг и является племянницей лингвиста Ганса Вогта и инженера-электронщика Вебьёрна Тандберга.
Вогт умерла 19 сентября 2024 года, в возрасте 85 лет.